# Nazionale femminile di pallacanestro dell'Islanda
La nazionale di pallacanestro femminile dell'Islanda partecipa alle competizioni internazionali di pallacanestro organizzate dalla FIBA. È gestita dalla Federazione cestistica dell'Islanda.

## Formazioni

### Campionati europei dei piccoli stati
Campionato europeo FIBA dei piccoli stati Women 20144 Sverissdóttir, 5 Kjartansdóttir, 6 Gudmundsdóttir, 7 Brynjarsdóttir, 8 Davidsdóttir, 9 Ámundadóttir, 10 Sigurdardóttir, 11 Gunnlaugsdóttir, 12 Gunnarsdóttir, 13 Sigurjónsdóttir, 14 Hálfdanardóttir, 15 Erlingsdóttir,        All. Ívar Ásgrímsson

## Nazionali giovanili
- Selezioni giovanili della nazionale femminile di pallacanestro dell'Islanda